# Agua Escondida, San Miguel Soyaltepec
Agua Escondida är en ort i Mexiko.   Den ligger i kommunen San Miguel Soyaltepec och delstaten Oaxaca, i den sydöstra delen av landet, 300 km sydost om huvudstaden Mexico City. Agua Escondida ligger 94 meter över havet och antalet invånare är 239.
Terrängen runt Agua Escondida är kuperad norrut, men söderut är den platt. Runt Agua Escondida är det ganska tätbefolkat, med 100 invånare per kvadratkilometer. Närmaste större samhälle är Isla Soyaltepec, 3,1 km norr om Agua Escondida. 